# Arvicola scherman
Espèce
Statut de conservation UICN

 LC  : Préoccupation mineure
Arvicola scherman, le Campagnol fouisseur,  est une espèce de rongeurs de la famille des Cricétidés. On rencontre ce campagnol dans les régions montagneuses d'Europe du sud ou centrale. Dans les Alpes françaises, il est possible de croiser ce petit animal terrestre jusqu'à 2 400 m d'altitude.
Cette espèce a été décrite pour la première fois en 1801 par le zoologiste britannique George Kearsley Shaw (1751-1813).
Comme les populations du genre Arvicola se croisent sur les mêmes territoires, il est difficile de les différencier et certains auteurs considèrent cette espèce comme une sous-espèce du Campagnol terrestre (Arvicola amphibius, syn. Arvicola terrestris ) : Arvicola terrestris scherman. 

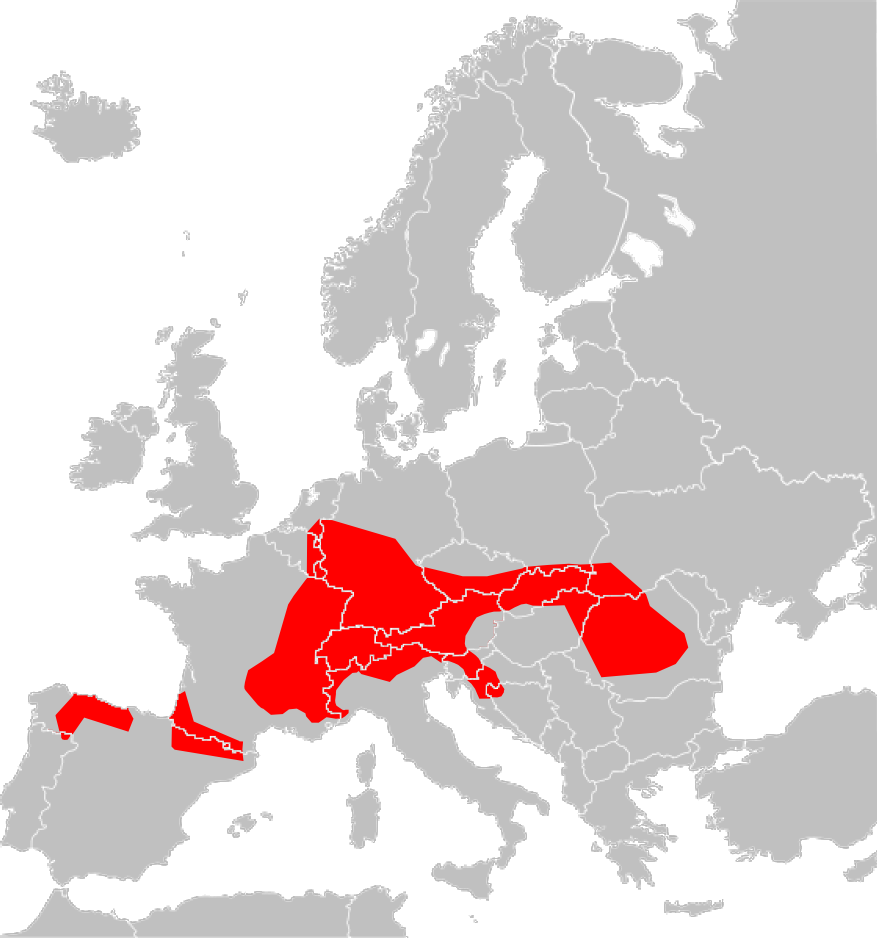
Carte d'Europe montrant la répartition de l'espèce